# Anacroneuria novateutonia
Anacroneuria novateutonia är en bäcksländeart som beskrevs av Jewett 1959. Anacroneuria novateutonia ingår i släktet Anacroneuria och familjen jättebäcksländor. Inga underarter finns listade i Catalogue of Life.